# شاخ

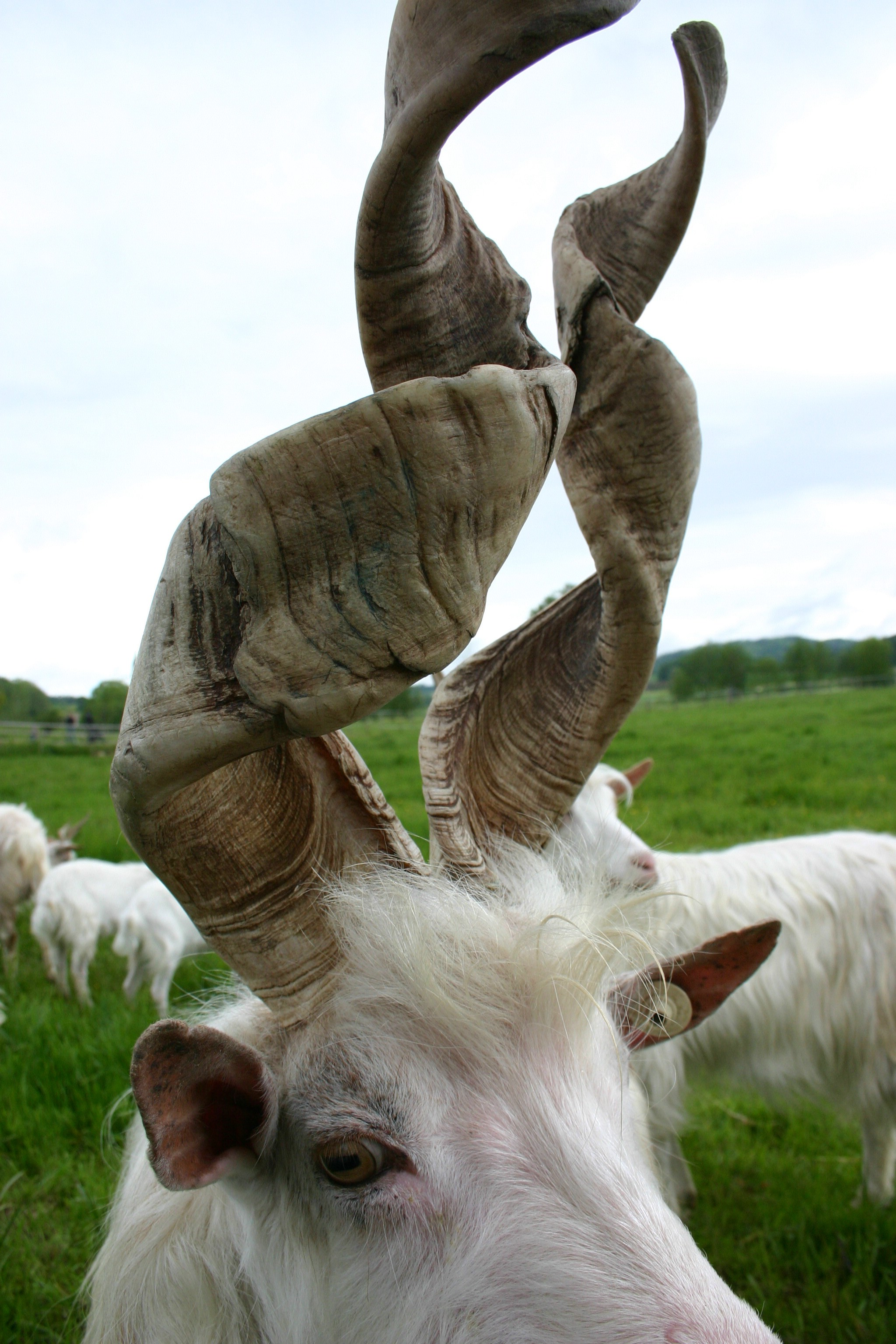
شاخ‌های پیچ‌پیچ یک بز

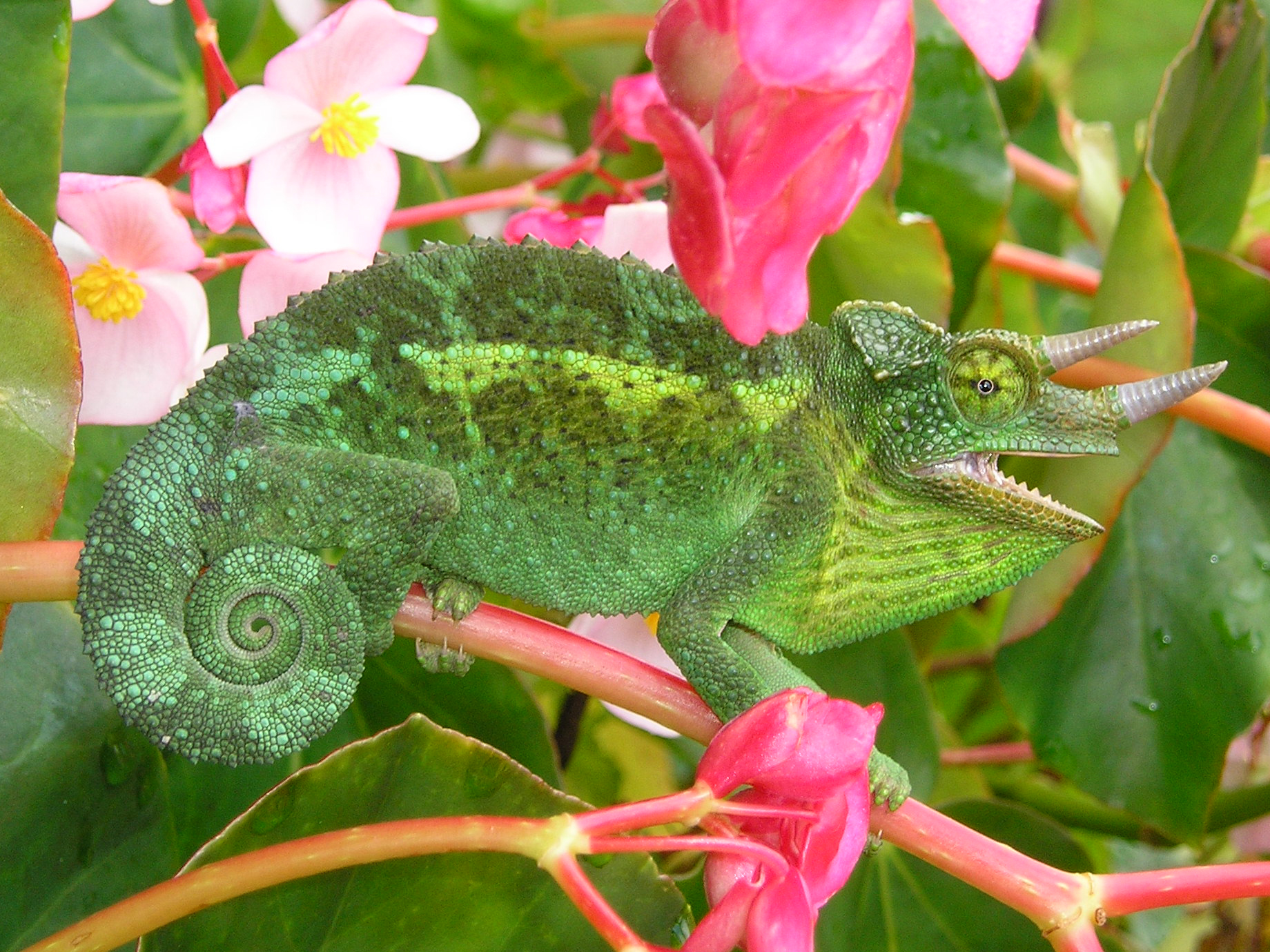
شاخ آفتاب‌پرست جکسون

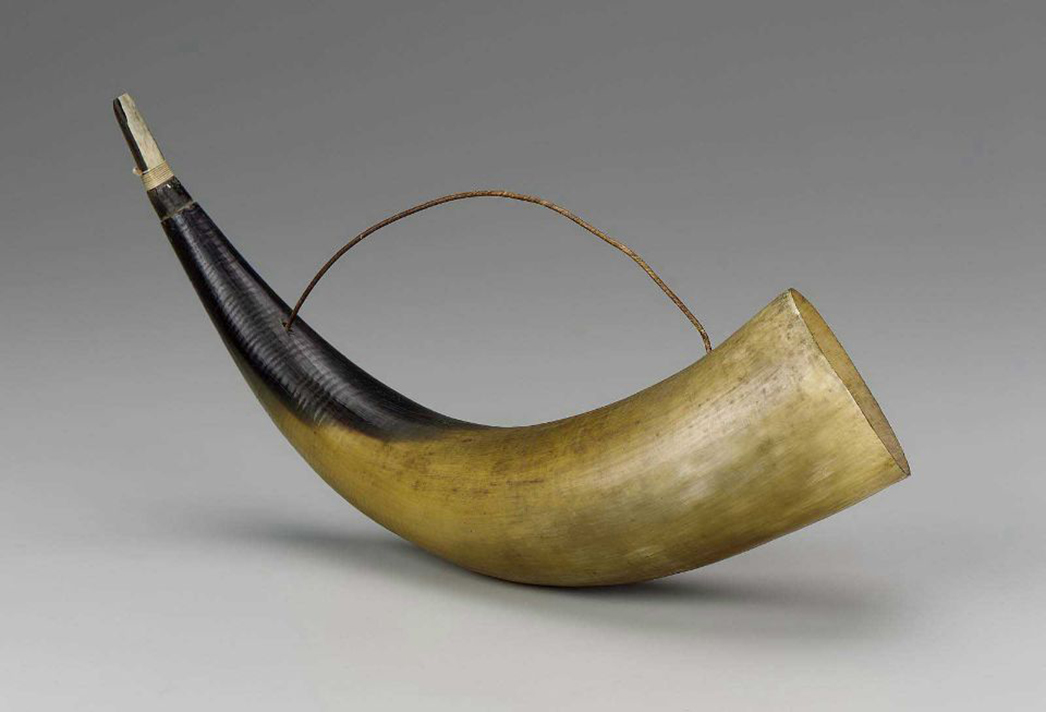
ساز

شاخ برجستگی تیزی است که بر روی سر بعضی از پستانداران رشد کرده و از قسمت داخلی استخوانی با پوششی از کراتین و دیگر انواع پروتئین تشکیل شده است. ناخن‌های دست و پا از جنس شاخ هستند. پر و منقار پرندگان و پولک بدن خزندگان نیز از ماده‌ای شاخی ساخته می‌شوند.

## کاربرد شاخ برای جانوران
جانوران شاخدار استفاده‌های گوناگونی از شاخ می‌کنند از جمله دفاع از خود در مقابل جانوران شکارچی و رقابت با دیگر اعضای گونه خود در هنگام جفت یابی.

## کاربرد شاخ برای انسان
از بعضی انواع شاخ انواعی از ساز بادی مانند شوفار ساخته می‌شود.